# Platycleis pavlovskyi
Platycleis pavlovskyi är en insektsart som först beskrevs av Miram 1935.  Platycleis pavlovskyi ingår i släktet Platycleis och familjen vårtbitare. Inga underarter finns listade i Catalogue of Life.